# كوكي سايتو
كوكي سايتو (باليابانية: 斉藤光毅) هو لاعب كرة قدم ياباني في مركز الهجوم، ولد في 10 أغسطس 2001 في كاناغاوا في اليابان. لعب مع نادي يوكوهاما.

## وصلات خارجية
- كوكي سايتو على موقع رابطة كرة القدم اليابانية للمحترفين (اليابانية)
- كوكي سايتو على موقع قاعدة بيانات كرة القدم.إي يو (الإنجليزية)
- كوكي سايتو على موقع Soccerway.com (الإنجليزية)
- كوكي سايتو على موقع عالم كرة القدم.نت (الإنجليزية)